# Ралли Марокко
О ралли-рейде см. статью Ралли Марокко (ралли-рейд).
Ралли Марокко (фр. Rallye du Maroc) — это ралли-марафон, проходивший по территории Марокко. Первый старт состоялся в 1934 году, последний — в 1988 году. Ралли было организовано Королевским автомобильным клубом Марокко и было одним из самых сложных для прохождения в то время. В 1969 году, например, только 7 автомобилей дошло до финиша, хотя стартовало 68 автомобилей. Чаще всего в Марокко побеждали французские пилоты - 16 раз (из них самым успешным был Жан-Пьер Николя (3 победы, одна в рамках чемпионата мира).
Чемпионат мира по ралли проводился в Марокко в 1973, 1975 и 1976 годах. Этапы были разнообразны — от коротких и сложных и до более типичных для пустынных стран — очень длинных, достигающих даже несколько сотен километров, во время которых даже дозаправки во время прохождения некоторых спецучастков были обязательными. 

## Победители Ралли Марокко
Золотым цветом выделены этапы чемпионата мира по ралли, зеленым - этапы международного чемпионата для ралли-производителей (IMC), фиолетовым -этапы чемпионата Африки по ралли.
| Год  | Пилот            | Автомобиль                 |
| ---- | ---------------- | -------------------------- |
| 1934 | Бравар           | Essex                      |
| 1935 | Жан Трево        | Bugatti 3L                 |
| 1937 | Жан Трево        | Hotchkiss                  |
| 1950 | Коста            | Simca 8 Sport              |
| 1951 | Жан Люка         | Ferrari 212                |
| 1952 | Робер Амик       | Simca Aronde               |
| 1953 | Пол Ван Де Каарт | Porsche 356                |
| 1954 | Робер Ля Каз     | Simca Aronde               |
| 1955 | Жан Дешазо       | Peugeot 203                |
| 1967 | Робер Ля Каз     | Simca Aronde               |
| 1968 | Жан-Пьер Николя  | Renault 8                  |
| 1969 | Боб Нейре        | Citroen DS 21              |
| 1970 | Боб Нейре        | Citroen DS 21              |
| 1971 | Жан Дешазо       | Citroen SM                 |
| 1972 | Симо Лампинен    | Lancia Fulvia HF 1.6 Coupé |
| 1973 | Бернар Дарниш    | Alpine A110                |
| 1974 | Жан-Пьер Николя  | Alpine A110                |
| 1975 | Ханну Миккола    | Peugeot 504                |
| 1976 | Жан-Пьер Николя  | Peugeot 504                |
| 1980 | Жан Дешазо       | Citroen CX 2400 GTI        |
| 1985 | Шекхар Мехта     | Nissan Silvia              |
| 1986 | Ален Амброзино   | Nissan Silvia              |
| 1987 | Морис Шома       | Citroen Visa               |
| 1988 | Поль-Эмиль Дешам | Opel Manta                 |